# Elwro 800 Junior

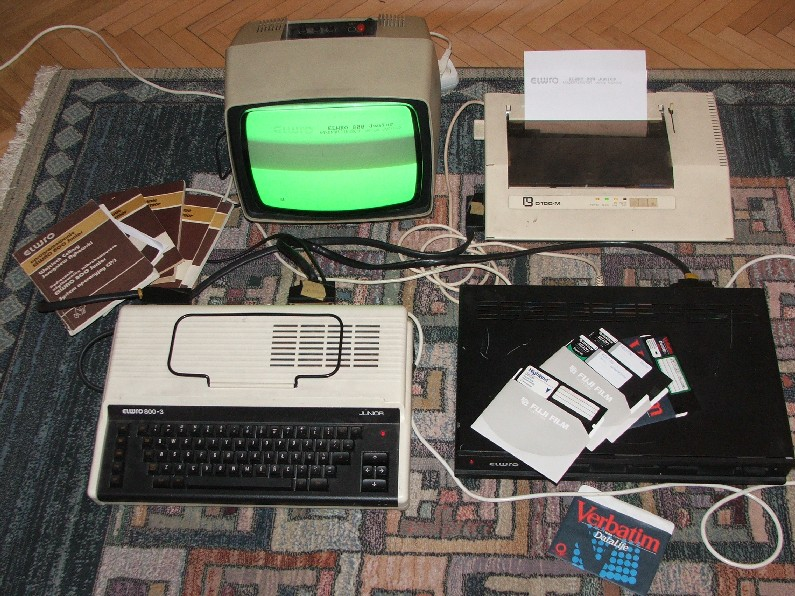
Monitor Neptun 156, Drukarka mozaikowa D100-M Mera Błonie, jednostka centralna i stacja dyskietek F-800 (2 × 5,25")

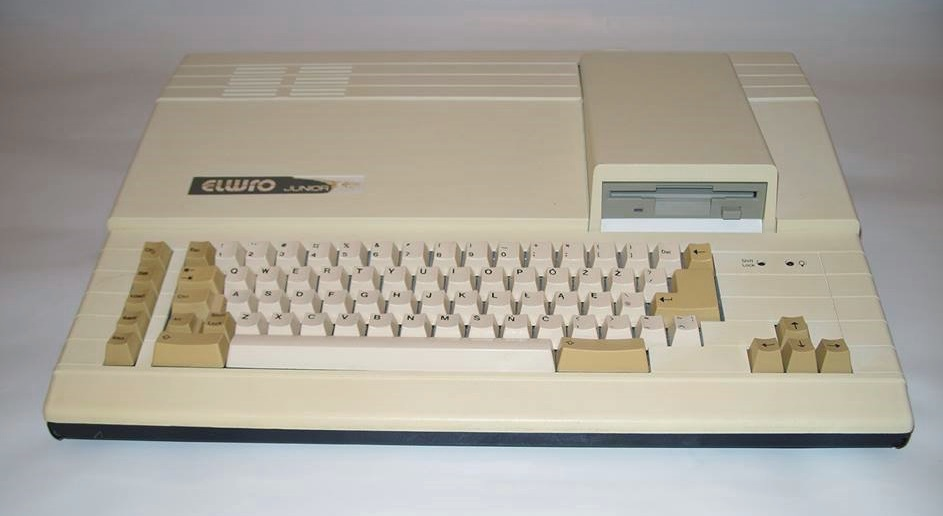
Jednostka centralna Elwro 804 Junior PC

Elwro 800 Junior – komputer osobisty zgodny z ZX Spectrum przeznaczony dla szkół do nauki informatyki w Polsce. Powstał w wyniku konkursu ogłoszonego przez Ministerstwo Oświaty i Wychowania w drugiej połowie lat 80. XX wieku. Zaprezentowany po raz pierwszy na Międzynarodowych Targach Poznańskich w roku 1986 i od tego też roku produkowany przez zakłady Elwro z przeznaczeniem dla szkół.
Pomimo podobieństwa nazw nie jest zgodny z Elwro 800 opracowanym przez to samo przedsiębiorstwo.

## Historia
Komputer został zaprojektowany przez zespół naukowców z Instytutu Automatyki Politechniki Poznańskiej, wygrywając z konkurencyjnymi modelami komputerów szkolnych. Produkowany był w Zakładach Elektronicznych ELWRO we Wrocławiu na zlecenie Ministerstwa Oświaty i Wychowania, które zakładało, że komputer ma być w pełni kompatybilny z ZX Spectrum. Wykorzystywano w jego produkcji podzespoły krajowe lub z pierwszego obszaru dewizowego. Junior dysponował m.in. możliwością pracy w sieci, co stanowiło o przekroczeniu przez niego założeń ministerialnych. Produkcję komputera podjęto w rok po jego prezentacji; zamówienie Ministerstwa na rok 1987 ustalało produkcję na 3,5 tysiąca komputerów. Dystrybucją i instalacją Juniorów w szkołach, jak też szkoleniem w zakresie obsługi komputerów zajmowała się Centrala Zaopatrzenia Szkół. Szacowano, że do roku 1989 Elwro będzie w stanie produkować 30 tysięcy Juniorów rocznie. W roku 1986 do szkół przekazano 4,5 tysiąca komputerów, wyposażonych w przetłumaczone wersje pakietów LOGO i Turbo Pascal.
Inne źródła twierdzą, że wyprodukowano ok. 14 tysięcy, z zaplanowanych 30 tysięcy. Dzięki temu uczono informatyki we wszystkich ówczesnych szkołach średnich, oraz części podstawowych. Szacuje się, że styczność z komputerem miało ok. miliona Polaków.
Działał pod kontrolą systemu operacyjnego CP/J – wersji sieciowej CP/M. Wbudowany interpreter języka BASIC. W jednym z trybów pracy był programowo zgodny z ZX Spectrum. Komputer ma obudowę zaadaptowaną z organków elektronicznych Elwirka.
Wyprodukowano 13 696 komputerów Elwro 800 Junior, co potwierdza raport Najwyższej Izby Kontroli z dnia 27 marca 1991 roku.
Elwro 804 Junior PC wyprodukowano prawdopodobnie nie więcej niż 148 lub 150 sztuk.

### Autorzy
Komputer został opracowany przez zespół kierowany przez Wojciecha Cellarego i Pawła Krysztofiaka, w skład którego wchodzili m.in. Jan Węglarz, Jarogniew Rykowski, Jerzy Brzeziński, Tadeusz Morzy, Jerzy Kręglewski, Piotr Krzyżagórski, Waldemar Wieczerzycki, Michał Kabsch, Marek Lamecki, Bronisław Bilewski – konstruktorzy z Zakładu Badań Politechniki Poznańskiej. Oprócz tego przy konstrukcji współpracowali pracownicy pionu technicznego ZE ELWRO we Wrocławiu.

## JUNET
Komputery Elwro Junior mogły pracować w sieci lokalnej (o architekturze „wspólna szyna”) polskiego projektu – „JUNET” (akronim od słów Junior Network), gdzie najczęściej połączone były w pierścień (istniała także wersja magistralowa). Sieć opierała się na połączeniu wszystkich komputerów przez zainstalowany w tym celu układ transmisji szeregowej, umożliwiający obsługę sygnałów wysyłanych oraz przychodzących. Połączenie sieci realizowane było na 3 liniach: danych, zegara i zajętości, podłączanych przy pomocy złącz DIN.
Szkolne sieci zazwyczaj składały się z:
- zaopatrzonego w (dzieloną) stację dysków komputera centralnego (nauczycielskiego), na którym z poziomu systemu CP/J uruchomiono program zarządzający pracą siecią (JUNET)
- dzielonej drukarki Mera D-100
- od 7 do 15 komputerów klienckich (uczniowskich, z systemem CP/J ładowanym przez sieć)

Takie współdzielenie urządzeń peryferyjnych miało na celu obniżenie kosztów – ich ceny nierzadko przekraczały ceny samych komputerów.
Sieć nie przyjęła się zbytnio ze względu na małą popularność komputerów Junior (miały je tylko niektóre szkoły) oraz wyjątkowo dużą awaryjność. Dodatkowo pracę utrudniały nieodporne na zakłócenia kable sieciowe.

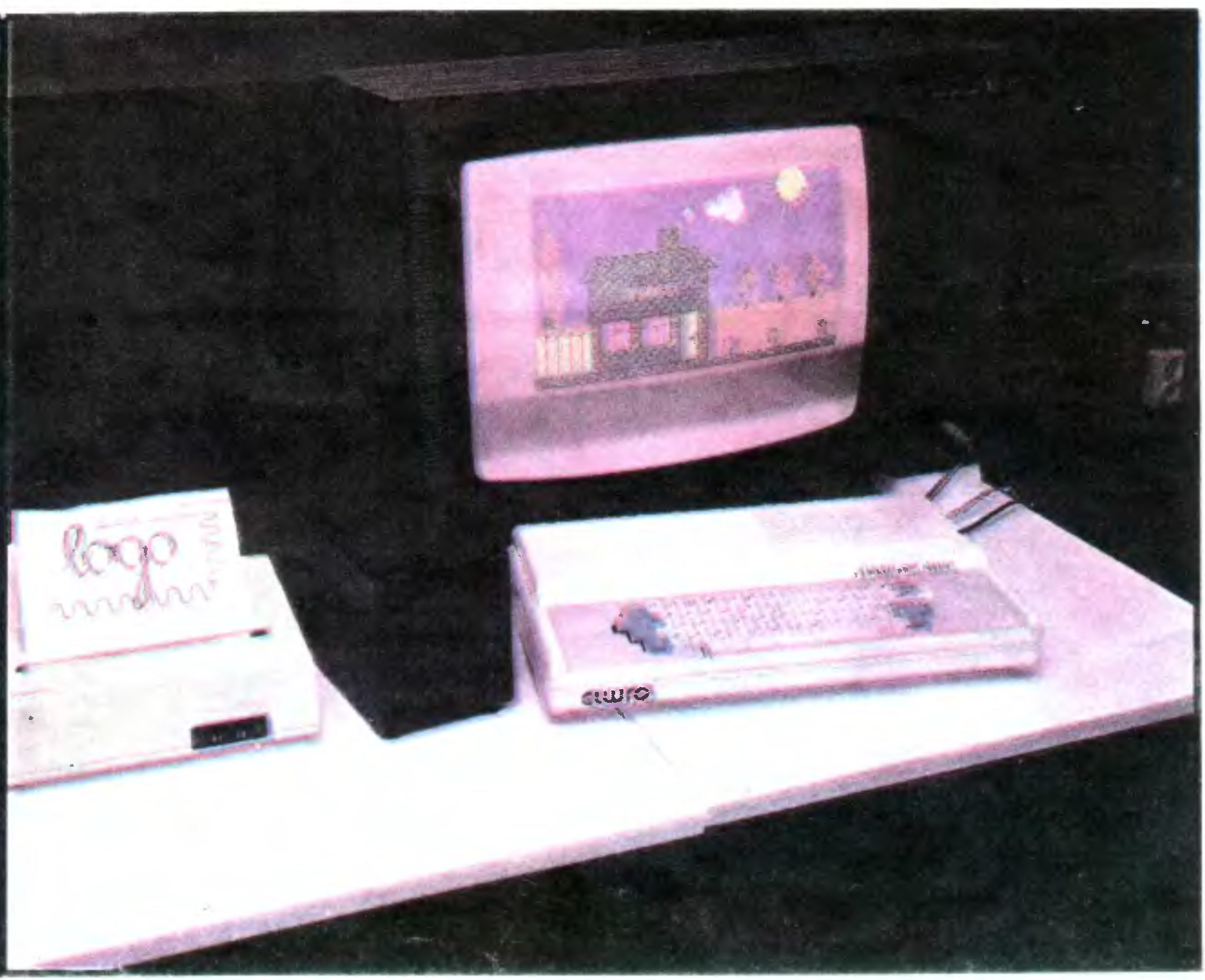
Prototyp Elwro 800 Junior

## Specyfikacja
- procesor: U880D @ 3,5 MHz – odpowiednik Z80 produkowany w NRD
- pamięć:
  - RAM: 64 kB
  - ROM: 24 kB
- grafika: 256 × 192 pikseli
- tekst: 32 (64) × 24 znaków
- kolory: 16 (8 – każdy po dwa tryby jasności)
- dźwięk: 1 kanał, 10 oktaw
- porty: RGB monitor, mono monitor, joystick (mysz, pióro świetlne), port drukarki, 2 × sieć JUNET (złącze DIN), FDD
- stacja dyskietek:
  - 2 × 5,25" 720 kB
  - 3,5” – wbudowana, dla prototypu 804 JUNIOR PC
- oprogramowanie:
  - system operacyjny: CP/J, ZX BASIC
  - wbudowany język programowania: Basic
- sieć: do 15 komputerów uczniowskich + komputer nauczyciela ze stacją dyskietek

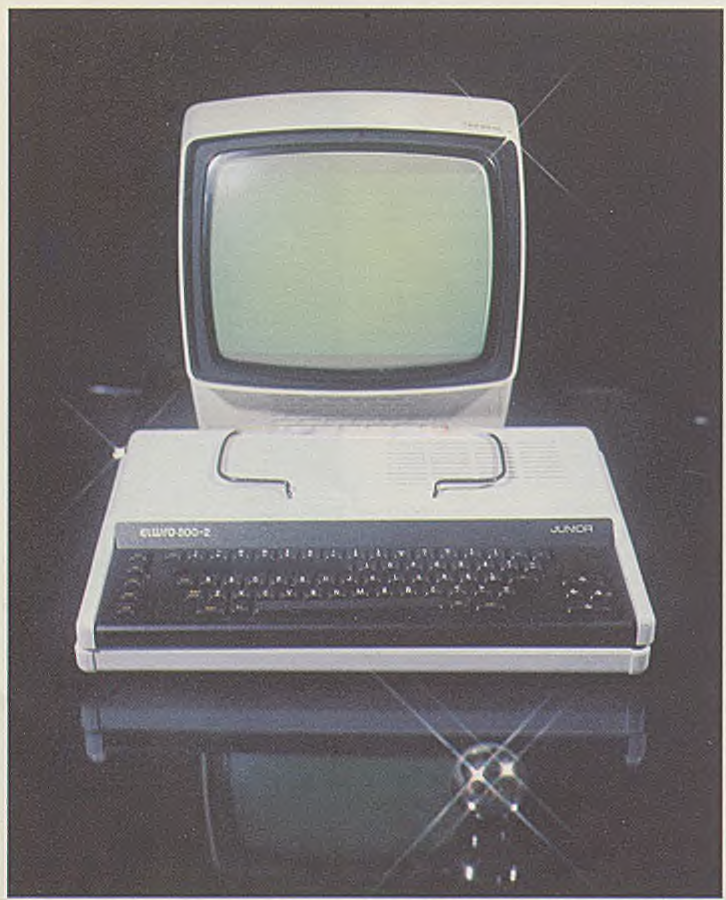
Elwro 800 Junior (wersja 800-2)

## Obsługa stacji dyskietek i formatów
Jedną z podstawowych różnic między Elwro jest obsługa innych pojemności dyskietek.
Elwro 800-3 i większość 800-2 obsługuje (po założeniu kontrolera) dyskietki w formacie 720 kB, przy czym przy zastosowaniu odpowiednich stacji i przelotek, nie ma znaczenia czy jest to stacja 5,25" i dyskietka DD w tym rozmiarze czy dyskietka 3,5" DD 720 kB (ewentualnie 3,5 HD sformatowana w stacji 720 lub z zaklejonym otworem gęstości).
Elwro 800 i niektóre wczesne Elwro 800-2 (z racji posiadania ROM-u od 800) obsługują dyskietki w formacie 150 kB (aczkolwiek da się nagrać taką nawet na stacji 3,5" stosując pewne sztuczki).
Format 720 kB w Elwro 800 Junior jest zbliżony do formatu Spectrum/PCW 720, ale zazwyczaj z dodatkowym bootsektorem (sektorem „rozruchowym”).

## Rozszerzenia komputera
Chociaż w przeciwieństwie do niektórych mikrokomputerów z epoki (np. ZX Spectrum, Atari z ECI bądź PBI), komputer nie posiadał złącza rozszerzeń, to producent przewidywał możliwość rozbudowy o m.in. dysk twardy, grafikę wysokiej rozdzielczości czy też rozbudowane syntetyzatory dźwięku.

## Wersje
Mikrokomputer produkowano w trzech wersjach Elwro 800, Elwro 800-2 oraz Elwro 800-3. Oprócz wersji istniało rozróżnienie tak zwanego wykonania
- Wyk. 01 – wersja z kontrolerem – tak zwana wersja nauczycielska
- Wyk. 02 – wersja bez kontrolera – tak zwana wersja uczniowska

Wersja Elwro 800-2 Junior różniła się m.in. tym, że nie posiadała gniazda spectrum
- 804 Junior PC – prototyp z wbudowaną stacją dyskietek 3,5"